# Саншайн-Кост (Квинсленд)

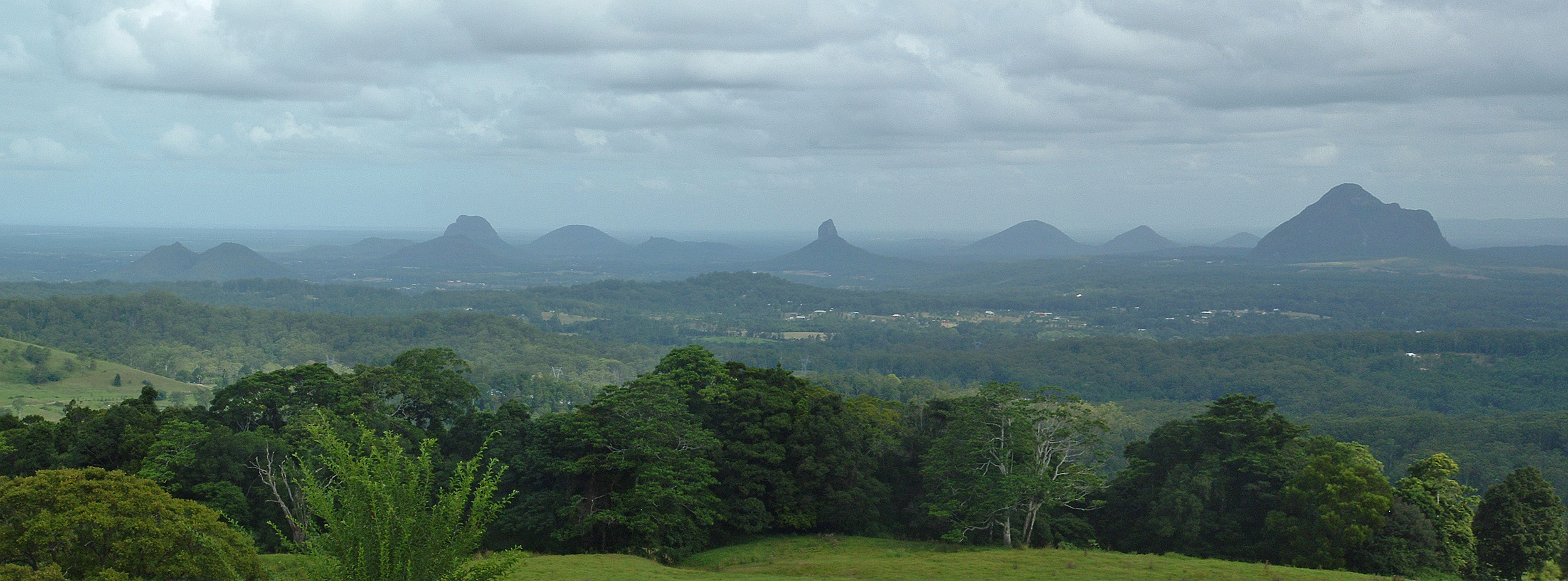
Tипичный пейзаж района, Национальный парк Гласхауз-Маунтинс

Саншайн-Кост (англ. Sunshine Coast, Солнечное побережье) — прибрежный район, расположенный на юго-востоке австралийского штата Квинсленд. Выделяется в отдельный регион. Население района по оценкам на 2014 год составляло примерно 300 тысяч человек с возможностью временного увеличения на 50 тысяч человек за счёт туристов и сезонных рабочих. Ближайший крупный город — Брисбен (расположен в 100 километрах на юге).

## География
Восточной границей района Саншайн-Кост является побережье Кораллового моря. Большая часть района — равнина, на которой встречаются отдельные горы, высотой от 200 до 550 метров (холмы Гласс-Хаус). С западной стороны район ограничивает горный хребет Блакалл-Рейндж (англ. Blackall Range), высота отдельных пиков которого достигает 800 метров. Этот хребет является частью Большого Водораздельного хребта. Он задерживает значительное количество влаги, идущей с побережья. Также в этих горах берут начало две основные реки района — Мулула (англ. Mooloolah River) и Маручи (англ. Maroochy River).

## История
До прихода европейцев в районе Калаундры традиционно проживали австралийские аборигены племен андьюмби (англ. Undumbi), налбо (англ. Nalbo), далламбарра (англ. Dallambarra), габи-габи (англ. Gubbi Gubbi).
Первым европейцем, проплывшим мимо берегов Калаундры, был Джеймс Кук. Это было в мае 1770 года, во время его первого кругосветного плавания. Кук присвоил названия нескольким местным ориентирам, включая холмы Гласс-Хаус, небольшому району западнее Калаундры, выделяющемуся на общем равнинном фоне своими острыми пиками. После Кука были и другие исследователи, включая Мэтью Флиндерса, которые исследовали данный район. В июле 1799 года Флиндерс поднялся на гору Бирва (англ. Mount Beerwah) для осмотра района.
В конце 1820-х годов в районе появились первые европейские поселенцы. Ими стали беглые осуждённые, которые начали жить здесь вместе с местными аборигенами. В 1868 году правительство открыло для заселения земли этого района, которые ранее были недоступны.

## Описание
Район местного самоуправления Саншайн-Кост был образован 15 марта 2008 года после объединения графства Нуза (англ. Noosa), графства Маручи (англ. Maroochy) и города Калаундра.
Солнечное побережье — третий по населённости район Квинсленда после Брисбена и Голд-Коста. Если двигаться на север вдоль его прибрежной зоны, можно увидеть, как один район сменяет другой — Голден-Бич, Калаундра, Буддина, Мулу́лаба, Алегзандра-Хедленд, Мару́чидор. Районы сливаются в одно поселение, напоминающее большой город. Местные жители употребляют название «Саншайн-Кост» по отношению к густозаселённой центральной части района, включающей Калаундру, Мулулабу и Маручидор.
В 1996 году в небольшом городке Зиппи Даунс (англ. Sippy Downs), в часе езды от Брисбена, был открыт Университет Саншайн-Коста (англ. University of the Sunshine Coast). На его трех факультетах (искусств и социальных наук, бизнеса и науки) приобретают знания 3 500 студентов.

## Туризм

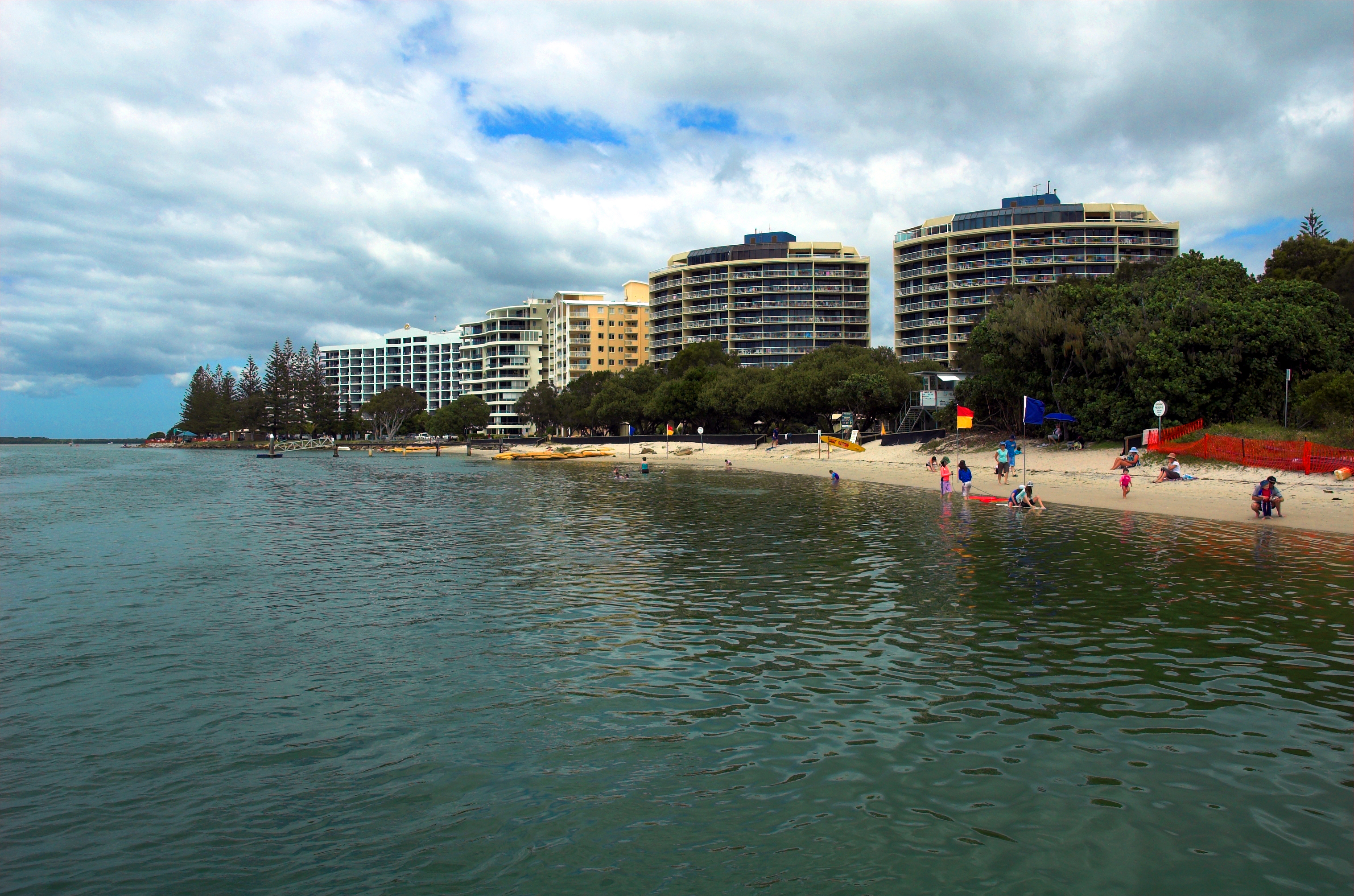
Голден-Бич, Саншайн-Кост

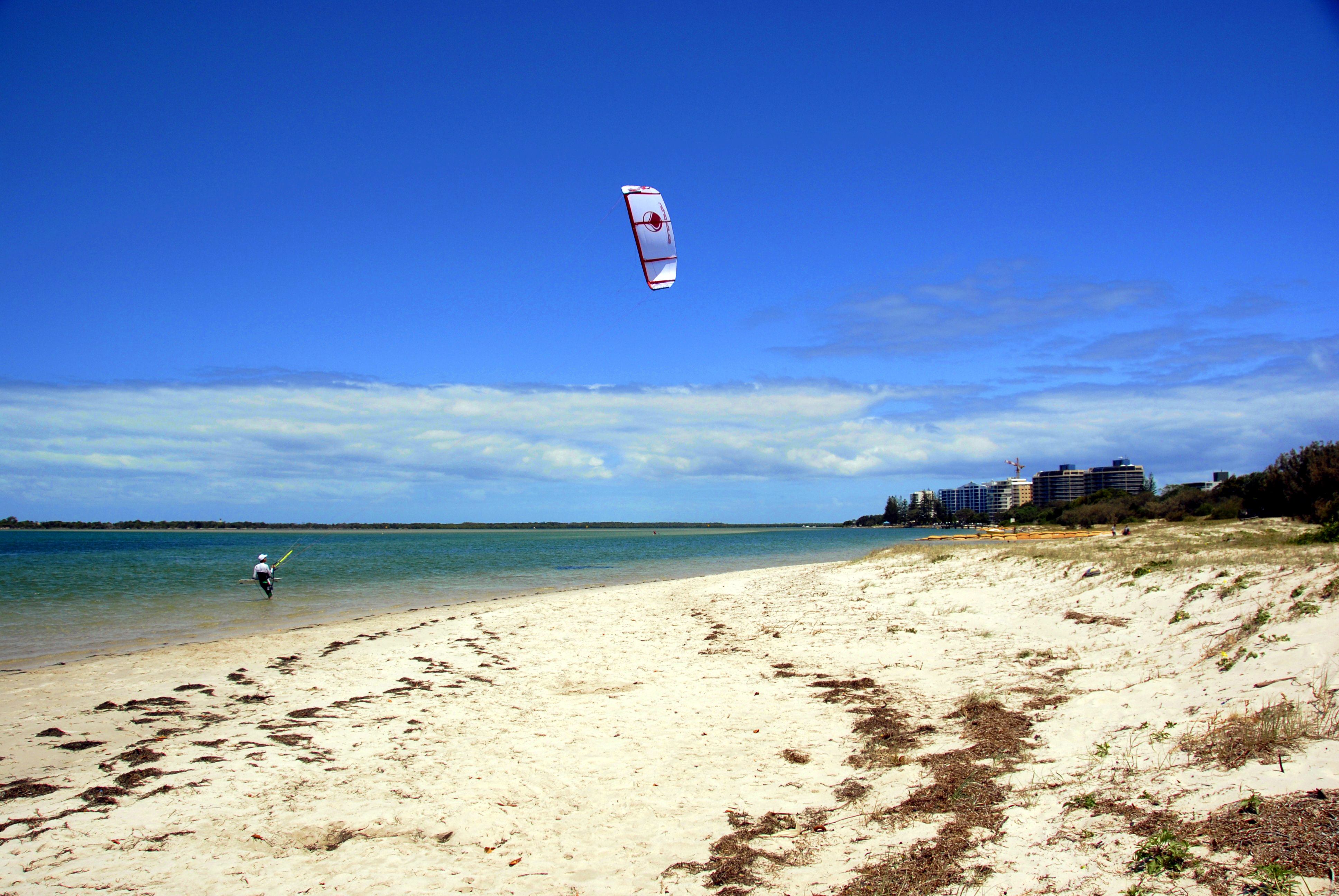
Кайтсёрфинг, Саншайн-Кост

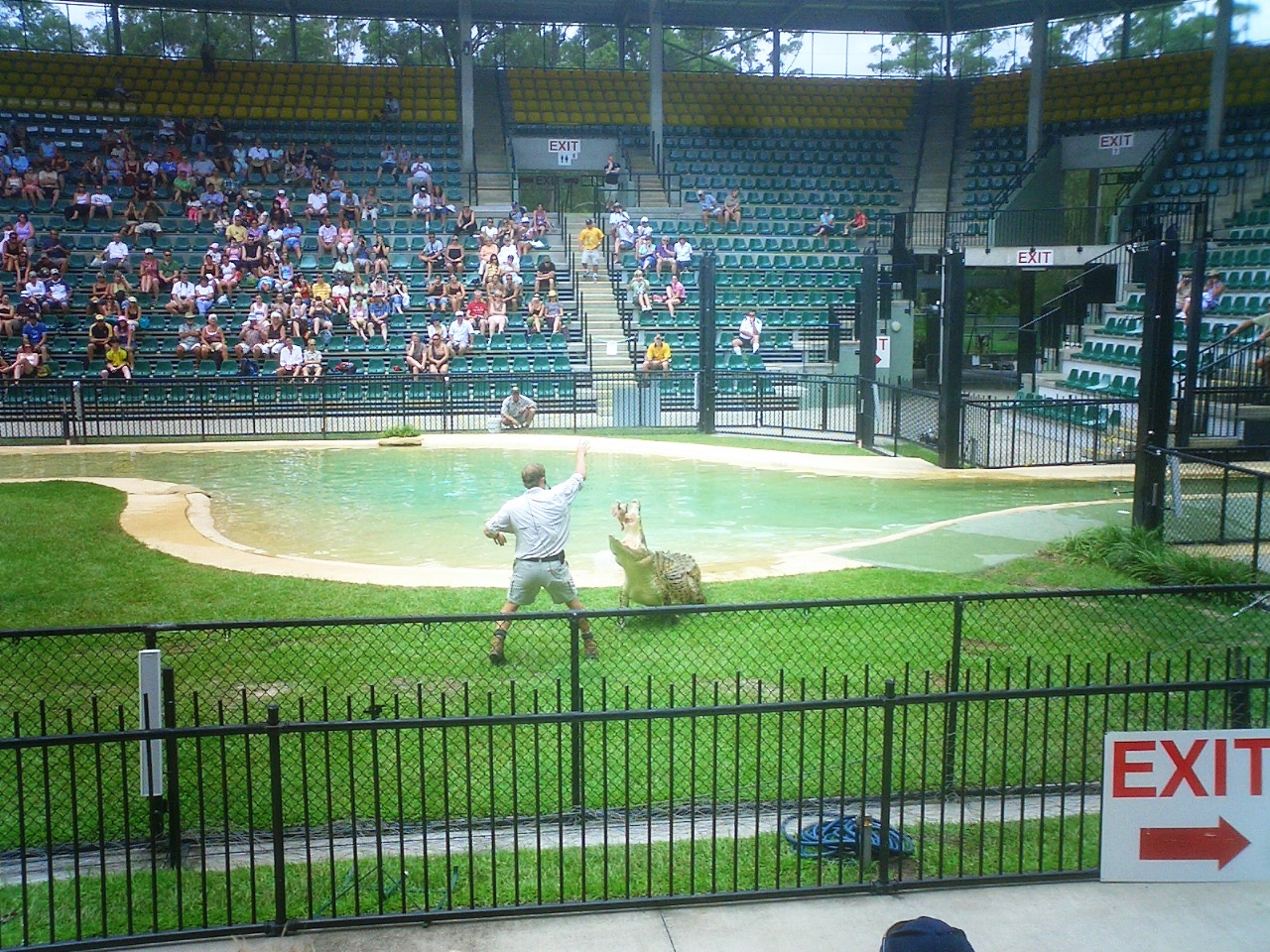
Зоопарк Австралии, Саншайн-Кост

Субтропический климат с жарким и влажным летом, тёплой и сухой зимой делает Саншайн-Кост привлекательным местом отдыха. Без сомнения, главным достоинством района является его побережье. Именно благодаря своим пляжам он получил широкую известность. На побережье располагаются многочисленные гостиницы и дома отдыха. Местная кухня знаменита морепродуктами и большим разнообразием тропических фруктов и орехов, которые здесь же и выращивают. В отличие от расположенного южнее Голд-Коста туристическая индустрия Саншайн-Коста рассчитана на «местных» туристов, приезжающих сюда отдохнуть из Брисбена и соседних внутренних районов Квинсленда.
Из-за высоких прибрежных волн побережье Саншайн-Коста пользуется большой популярностью среди сёрферов. Для местной молодежи сёрфинг — самый популярный вид спорта, здесь расположены многочисленные сёрфинг клубы. А в последние годы все бо́льшую популярность получает новое направление сёрфинга — кайтсёрфинг. Интересным фактом является статистика, согласно которой акулы чаще всего нападают именно на сёрферов. Популярными развлечениями также являются прыжки с парашютом и полеты на парапланах, катания на различных видах лодок, прогулки на яхтах и катерах.
Основными туристическими направлениями Солнечного побережья являются Мулулаба (англ. Mooloolaba), Маручидор (англ. Maroochydore), Нуза-Хедс (англ. Noosa Heads).

### Достопримечательности
- Зоопарк Австралии имени Стивена Ирвина (англ. Australia Zoo) — один из самых известных зоопарков мира, был организован в 1970 году родителями Стива. Зоопарк знаменит уникальными шоу с живыми крокодилами и большим количеством редких австралийских диких животных, которых нельзя увидеть в других зоопарках мира.
- Океанариум «Подводный Мир» (англ. UnderWater World) — это большой океанариум и выставка морских обитателей Кораллового моря.
- Национальные парки — в Саншайн-Косте расположено больше национальных парков, чем в любом другом регионе Квинсленда. В прибрежных и внутренних районах выделено пять отдельных парков, в том числе:
  - Мэплитон-Фолс (англ. Mapleton Falls National Park)
  - Кондалилла (англ.  Kondalilla National Park)
  - Гласс-Хаус-Маунтинс[англ.]
  - Нуса (англ. Noosa National Park)
  - Грейт-Сэнди
    - Озеро Кутараба
- Гольф-клубы — в Саншайн-Косте имеется множество полей для гольфа (англ. golf links) — такого типа поля обычно расположены на побережье, где песчаная почва, мало воды и деревьев. Поля включают Норт-Лейкс (англ. North Lakes), Пасифик-Харбор (англ. Pacific Harbour), Нуса-Спринс (англ. Noosa Springs), Периджиан-Спрингс (англ. Peregian Springs), Твин-Уотерс (англ. Twin Waters), Хаятт-Ридженси Кулем (англ. Hyatt Regency Coolum), Пеликан-Уотерс (англ. Pelican Waters).
- Парк аттракционов «Австралийский Мир» и Паб «Итамога» (англ. Aussie World with the Ettamogah Pub) — «Итамога» в переводе с языка аборигенов означает «место с хорошей выпивкой».
- Большой ананас.

## Инфраструктура

### Вода

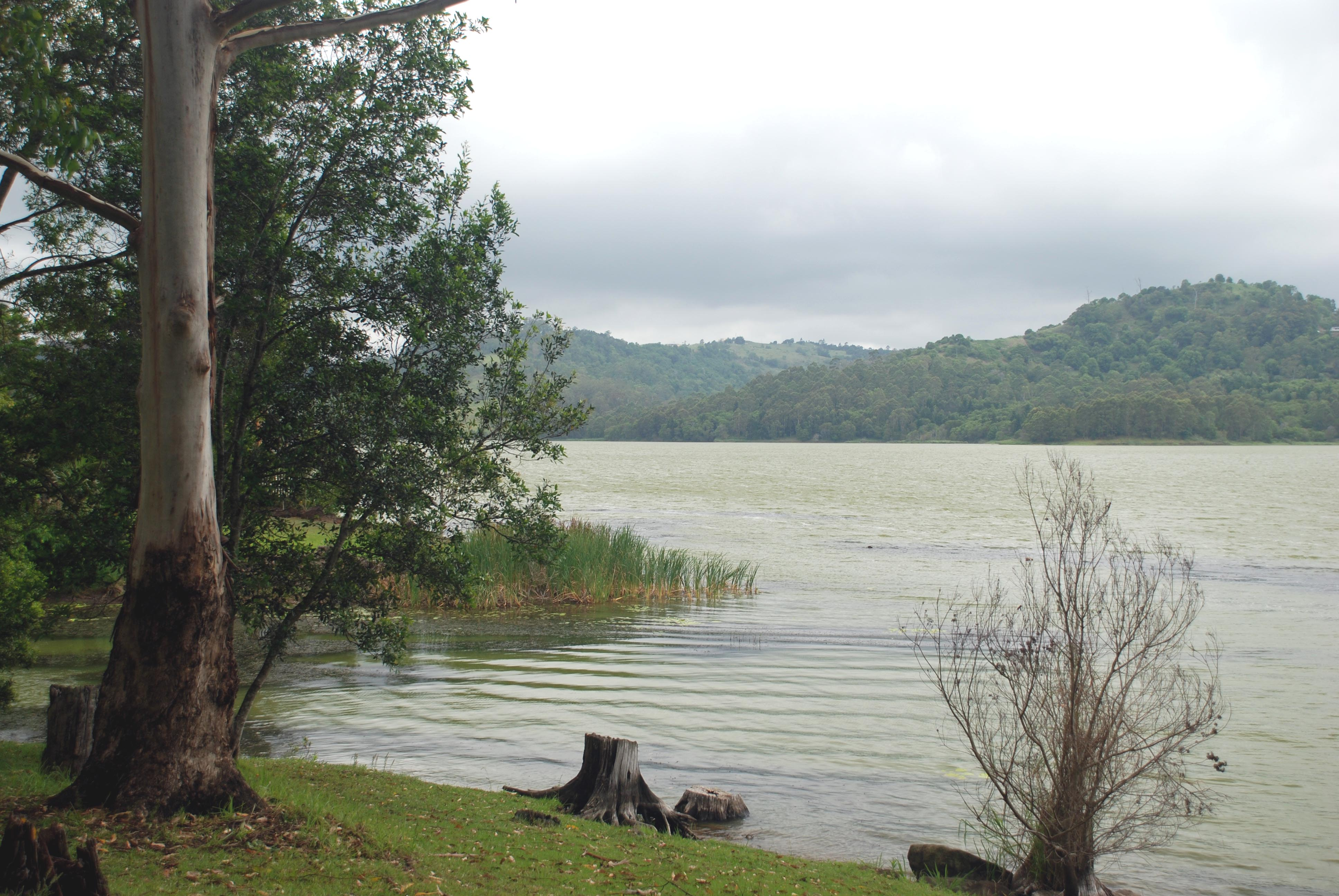
Озеро Барун

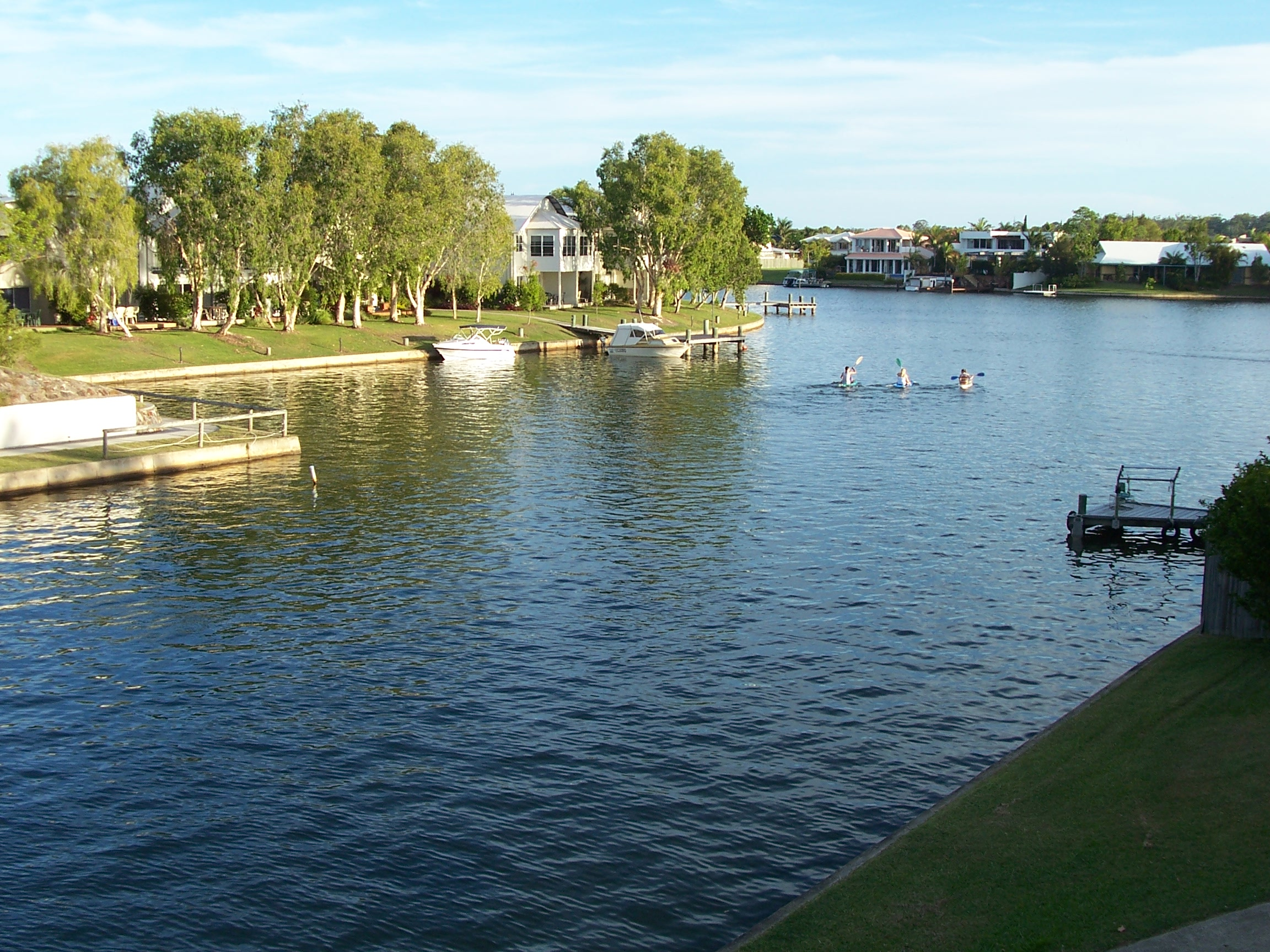
Река Нуса

Недостаточное количество воды в реках и озёрах района Саншайн-Кост вынуждают местные органы власти вводить различные ограничения на её использование. Для обеспечения района пресной водой создаются искусственные водохранилища.
Самое большое водохранилище района — озеро Барун (англ. Lake Baroon) расположено в 25 километрах восточнее района Мулулаба. Водохранилище было создано в 1988 году в результате строительства большой дамбы. Средняя глубина озера составляет 15 метров, при максимальном заполнении оно может вмещать до 61 миллиона м³ воды. Озеро Барун питают несколько маленьких речек, берущих начало в расположенных рядом горах хребта Блакалл-Рейндж.
Из более мелких водохранилищ можно отметить расположенные на реке Маручи плотину Кулулейбин (англ. Cooloolabin Dam) — 13,6 миллионов м³ воды и плотину Уаппа (англ. Wappa Dam) — 4,6 миллионов м³ воды, а также расположенную на реке Мулула плотину Ивен-Меддок (англ. Ewen Maddock Dam) — 16,7 миллионов м³.
В 2006 году было объявлено о строительстве плотины Трейвстон-Кроссинг на реке Мэри к югу от города Джимпи, но в 2009 году проект был отменён министром окружающей среды Питером Гарреттом в связи с протестами местных жителей и потенциальным нарушением экологической ситуации в регионе.

### Транспорт

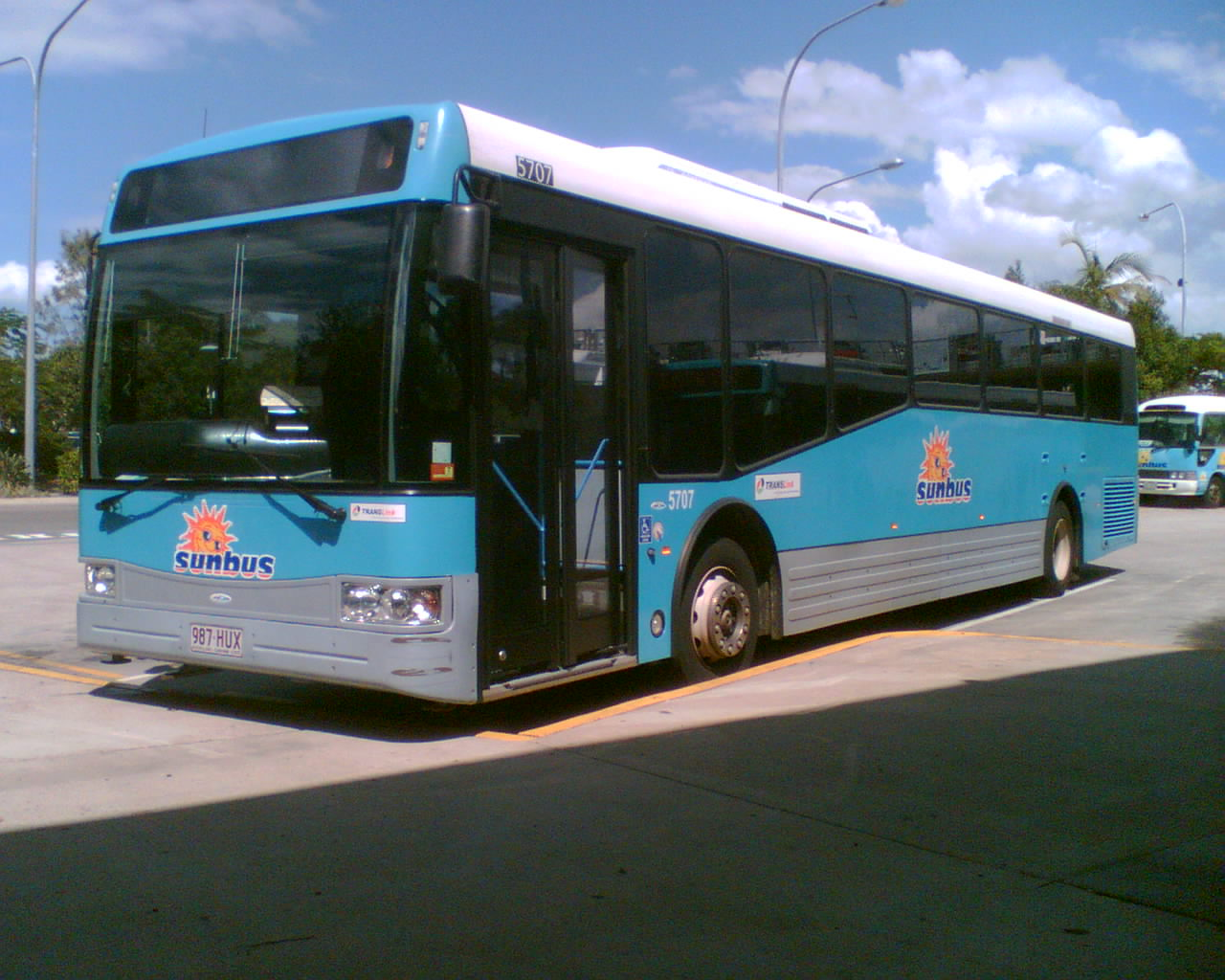
Автобус транспортной компании Sunbus

Для жителей Саншайн-Коста автотранспорт является основным видом транспорта. Район связан с Брисбеном через автомагистраль «Брюс» (англ. Bruce Highway). Максимально загруженной данная автомагистраль бывает по выходным дням, когда жители Брисбена и его пригородов едут отдыхать на пляжи (в Брисбене своего пляжа нет). Основными магистралями, связывающими внутренние районы Саншайн-Коста, являются дорога «Никлин» (англ. Nicklin Way) и автомагистраль «Саншайн» (англ. Sunshine Motorway). По автомобильным дорогам из Брисбена до Калаундры 80 километров, до Мулулабы 87 километров, до Маручидора 91 километр, до Нуза-Хедс 120 километров.
Район также соединен с Брисбеном железнодорожной линией «Саншайн-Кост» (англ. Sunshine Coast railway line), которая в свою очередь является частью большой железнодорожной линии «Норт-Кост» (англ. North Coast railway line). Железнодорожная линия «Норт-Кост» начинается в Брисбене и идет вдоль побережья Квинсленда на север и заканчивается в Кэрнсе — самом северном крупном городе штата. В центральной части района железная дорога проходит в 17 километрах от побережья, до которого можно добраться на автобусах. Внутреннее автобусное сообщение соединяет между собой основные населенные пункты Саншайн-Коста, здесь также можно воспользоваться услугами такси.
В 5 километрах севернее Маручидора расположен небольшой аэропорт местного значения — Саншайн-Кост. Основные направления аэропорта — рейсы до Сиднея (среднее время полета 1 час 30 минут) и Мельбурна (2 часа 20 минут). В южной части района Саншайн-Кост расположен ещё один небольшой аэропорт — Аэропорт Калаундра. Ближайший крупный международный аэропорт — Аэропорт Брисбен.

## Климат

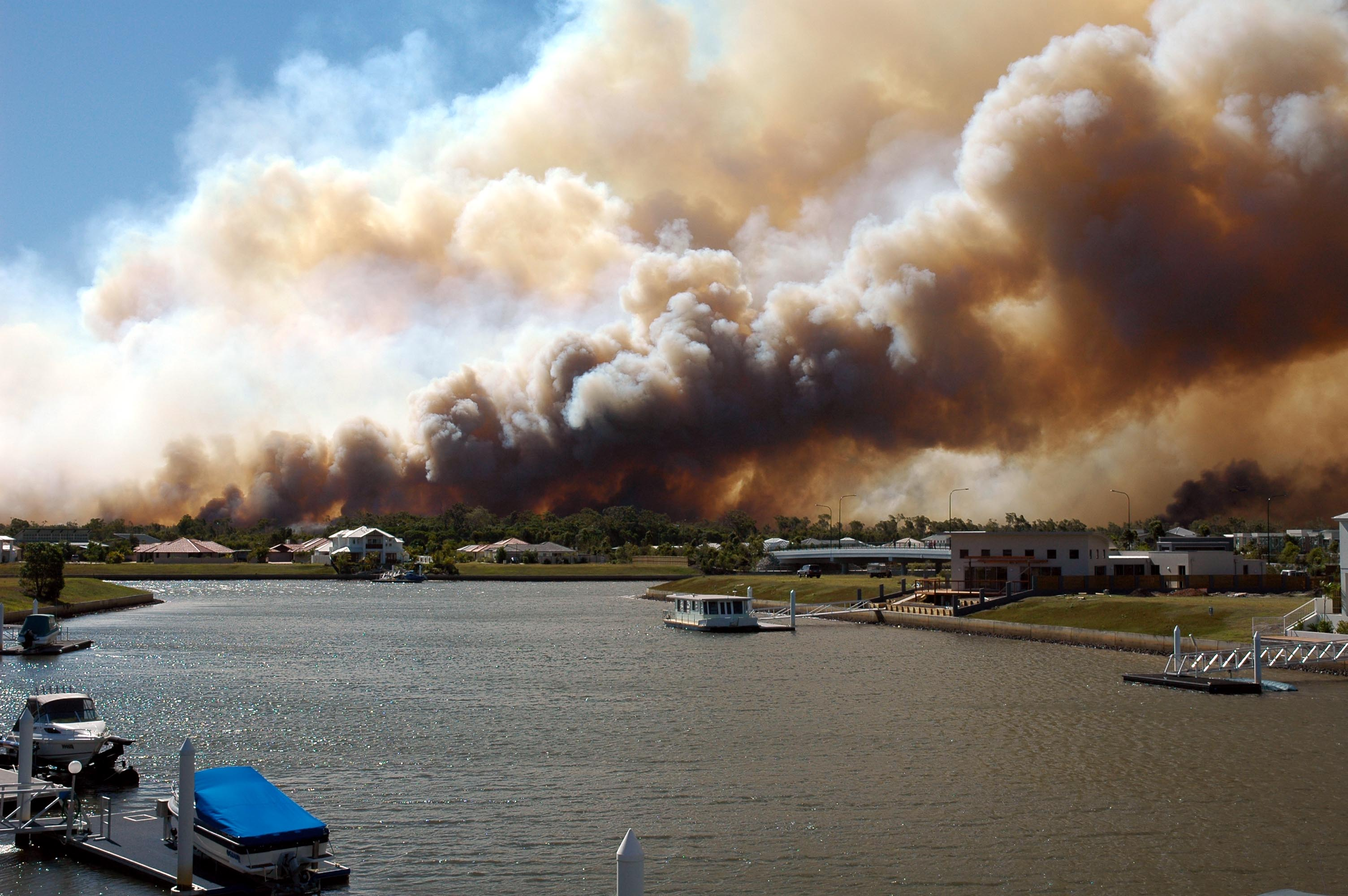
Лесной пожар, Саншайн-Кост

По классификации Кёппена Саншайн-Кост расположен в зоне субтропического климата. Солнечное побережье является одним из самых «дождливых» районов субтропической части Квинсленда, в среднем за год здесь выпадает около 1350 мм осадков. Даже в зимние месяцы здесь достаточно часто идут дожди. На этом фоне трудно выделить, обычные для остального Квинсленда, сухой сезон и сезон дождей. Согласно статистике относительно «сухим» периодом можно считать зимние месяцы, июль, август, сентябрь и октябрь. Летом, в течение дня, температура может превышать 28 °C, а к ночи снижается до 20 °C. В течение зимы дневная температура колеблется около 21 °C, средняя ночная температура около 10 °C.
Статистические данные год от года могут сильно отличаться друг от друга. Например бывают очень сухие зимы, когда дождей практически нет. В такие годы вводят ограничения на использование воды, также резко повышается опасность возникновения лесных пожаров. Из-за близости жилых районов к лесным массивам такие пожары наносят большой ущерб частной собственности. В другие годы сильнейшие ливни могут приводить к наводнениям в результате разлива рек района.
| Показатель                                                              | Янв.  | Фев.  | Март  | Апр.  | Май   | Июнь  | Июль | Авг. | Сен. | Окт. | Нояб. | Дек.  | Год    |
| ----------------------------------------------------------------------- | ----- | ----- | ----- | ----- | ----- | ----- | ---- | ---- | ---- | ---- | ----- | ----- | ------ |
| Средний суточный максимум, °C                                           | 28,6  | 28,6  | 27,6  | 25,6  | 23,3  | 21,2  | 20,8 | 21,6 | 24,0 | 25,4 | 26,7  | 28,1  | 25,1   |
| Средний суточный минимум, °C                                            | 21,3  | 21,2  | 19,8  | 16,8  | 13,7  | 11,4  | 9,3  | 9,9  | 13,0 | 15,7 | 17,9  | 19,8  | 15,8   |
| Норма осадков, мм                                                       | 118,2 | 176,6 | 112,5 | 139,6 | 174,3 | 119,1 | 74,1 | 83,3 | 64,4 | 70,6 | 96,4  | 136,5 | 1364,3 |
| Источник: http://www.bom.gov.au/climate/averages/tables/cw_040861.shtml |       |       |       |       |       |       |      |      |      |      |       |       |        |

## Фотографии

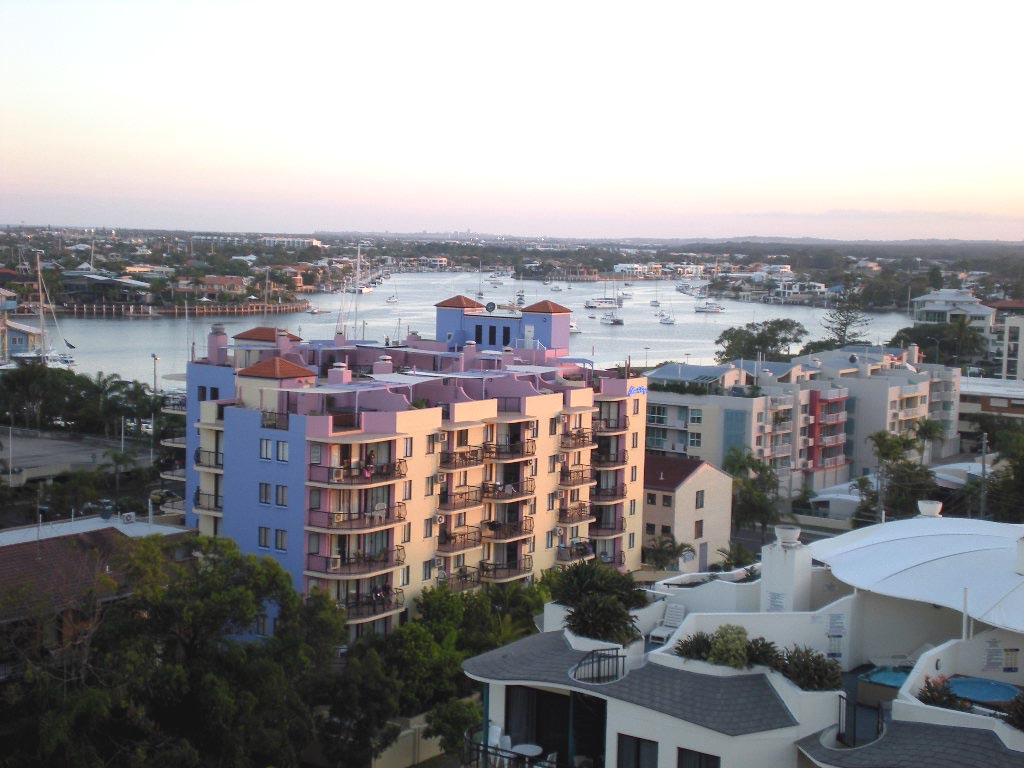
Мулулаба, река Мулула
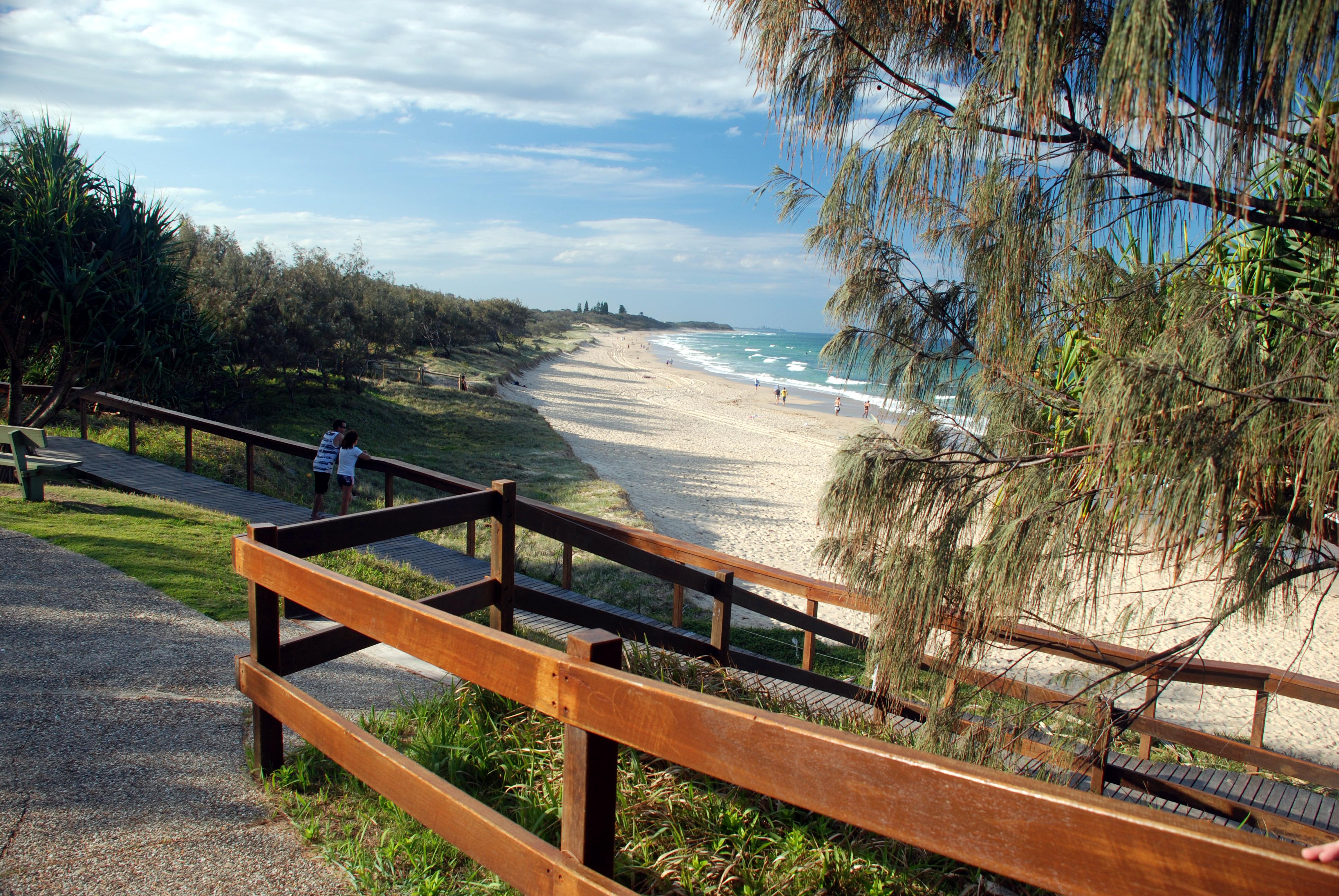
Курриманди-Бич, Саншай-Кост
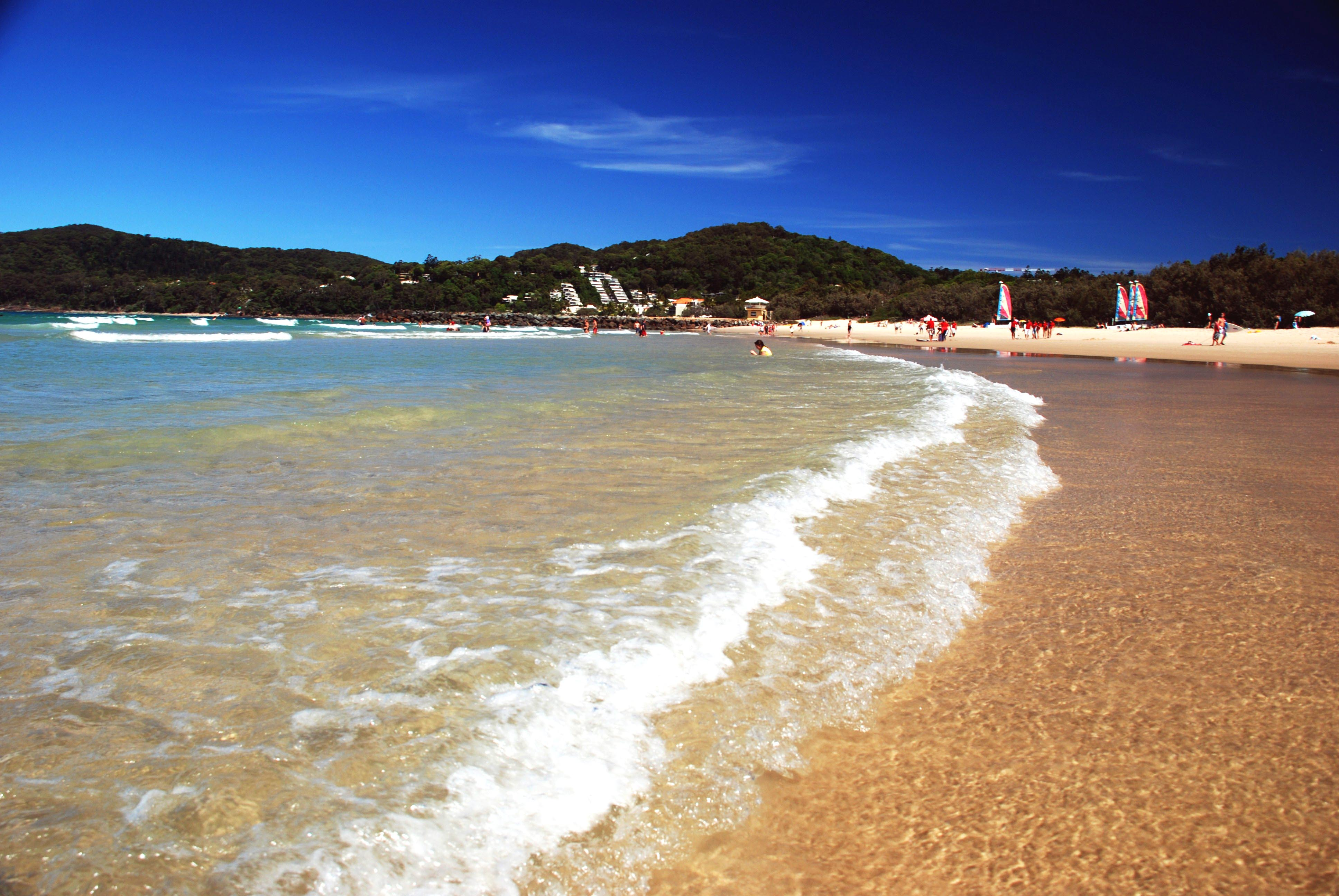
Нуза-Хедс, главный пляж